# Пустовойт Степан Пилипович
Пустовойт Степан Пилипович (*15 вересня 1899 року — †4 вересня 1994 року) — український гідролог, кандидат географічних наук, доцент, завідувач кафедри гідрології суші географічного факультету Київського національного університету імені Тараса Шевченка.

## Біографія
Народився 15 вересня 1899 року, в селі Красносілка, тепер Олександрівського району Кіровоградської області. Закінчив у 1926 році Київський гідромеліоративний інститут зі спеціальності «інженер-меліоратор». Працював інженером меліоратором, викладав у Київському лісогосподарському інституті, очолював сектор мережі Гідрометслужби України, викладав у Київському гідромеліоративному інституті. У Київському університеті працює з 1949 року старшим викладачем, доцентом, у 1968—1976 роках завідувачем кафедри гідрології суші (тепер гідрології та гідроекології) географічного факультету.
Читав спецкурси: «Гідрометрія», «Вчення про стік», «Водогосподарські розрахунки». Виконав дослідження з розрахунків окремих гідрологічних характеристик річок України, впливу осушення боліт і заболоченості території на стік, режиму рівнів води і льодового режиму, водоносності річок окремих регіонів за вегетаційний період, річного і мінімального стоку.
Помер 4 вересня 1994 року в місті Київ.

## Нагороди і відзнаки
Учасник Другої світової війни, відзначений урядовими нагородами.

## Наукові праці
Автор та співавтор понад 60 наукових і навчально-методичних праць. Основні праці:
1. Загальна гідрологія. — К., 1973 (у співавторстві).
2. Середньорічний стік на території України. — К., 1968 (у співавторстві).
3. Гідрометрія. — К., 1974.